# Leticia Carvalho

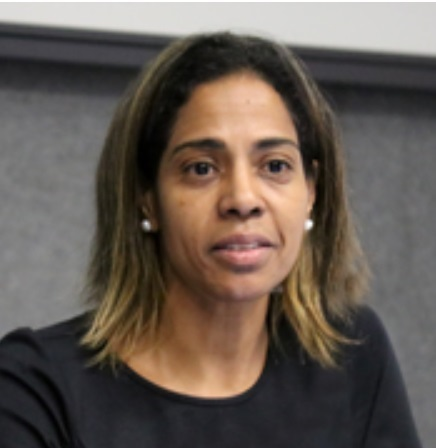
Leticia Carvalho (2018)

Leticia Reis de Carvalho (* 1973 in Rio de Janeiro) ist eine brasilianische Ozeanographin und seit Januar 2025 Generalsekretärin der Internationalen Meeresbodenbehörde (ISA).

## Ausbildung
Carvalho wurde 1973 in Rio de Janeiro geboren und wuchs in Brasília auf. Sie studierte an der Universidade Federal do Rio Grande (FURG) in Rio Grande. Nach Auslandsaufenthalten an der Universität Göteborg und dem Institute for Housing and Urban Development Studies in Rotterdam folgte ein Masterstudium an der Universidade de Brasília, das sie 2013 abschloss.

## Tätigkeiten
Von 2000 bis 2018 arbeitete Carvalho beim brasilianischen Umweltministerium, bevor sie im Februar 2020 zum Umweltprogramm der Vereinten Nationen (UNEP) nach Nairobi in Kenia wechselte. Dort arbeitete sie noch bis Ende 2024 als Koordinatorin für Meeres- und Süßwasser, bevor sie im Januar 2025 ihr Amt als Generalsekretärin der ISA antrat.

## Wahl zur Generalsekretärin der ISA
Im August 2024 wurde Carvalho mit einer Mehrheit von 79 zu 34 Stimmen von der Versammlung der Internationalen Meeresbodenbehörde (ISA) für den Zeitraum 2025 bis 2028 zur Generalsekretärin gewählt. Sie übernimmt das Amt von Michael Lodge. Dessen Position gilt als industrienah, und The New York Times berichtete, dass Beamte der ISA Daten über Fundorte von Manganknollen im Pazifischen Ozean mit den höchsten Metallkonzentrationen an The Metals Company weitergegeben hätten. Weiterhin berichtete die Zeitung, dass der Botschafter des Inselstaats Kiribati Carvalho einen Posten in der ISA angeboten haben soll, wenn sie ihre Kandidatur zurückzöge.
Obwohl die ISA bisher kein Regelwerk für den Meeresbodenbergbau verabschiedet hat, plant die Metals Company, noch 2024 einen ersten Antrag für ein kommerzielles Meeresbodenbergbau-Projekt zu stellen. Das Unternehmen plant, 2026 im Pazifik mit dem Projekt zu beginnen. Damit übernimmt Carvalho die Behörde zu einer Zeit, in der noch nicht feststeht, wie mit einem Antrag der Metals Company umgegangen werden soll.